# ديفيد ألان يونغ
ديفيد ألان يونغ (بالإنجليزية: David Allan Young)‏ هو عالم حشرات أمريكي، ولد في 26 مايو 1915 في Wilkinsburg, Pennsylvania ‏ في الولايات المتحدة، وتوفي في 8 يونيو 1991 في لويفيل في الولايات المتحدة.